# Ájosz Mámasz
Ájosz Mámasz (görögül: Άγιος Μάμας) egy kis falu Ciprus Limassol kerületében. A Tróodosz-hegység déli lejtőjénél fekszik 25 km-re Limassoltól.
Népessége 1960-ban 480 körüli volt, napjainkra 100 körülire csökkent. A falu Szent Mamasz, egy 3. századi mártír után kapta nevét, akinek temploma megtalálható a területen. A település egy kis kulturális központtal is rendelkezik egy könyvtárral a templom mellett.
Lakói a szőlőtermesztéssel, valamint olajbogyó (olívabogyó), mandula és más gyümölcsök termesztésével foglalkoznak.

## Népesség
| Lakosok száma | 183  | 216  | 293  | 316  | 403  | 469  | 306  | 213  | 105  | 114  |
|               | 1881 | 1891 | 1911 | 1921 | 1946 | 1960 | 1976 | 1982 | 2001 | 2011 |